# Приказано забыть
«Приказано забыть» — художественный фильм режиссёра Хусейна Эркенова, снятый в 2014 году на студии «Грозный-фильм» имени шейха Мансура и посвящённый депортации чеченцев и ингушей 1944 года. Премьера фильма должна была пройти в Грозном 10 мая 2014 года, однако Министерство культуры России запретило демонстрацию фильма на территории России на том основании, что он, по утверждению министерства, «разжигает межнациональную рознь».

## Сюжет
В основу сюжета положены события в Хайбахе.
Один из главных героев фильма Дауд был на охоте, когда его отца арестовали сотрудники НКВД. Мать Дауда называет ему причину ареста: Седа, — девушка Дауда, отвергает ухаживания Касима, — начальника отряда НКВД, дислоцирующегося в селе. Дауд идёт за советом к мулле Арсамаку, живущему в соседнем селе. Тот выражает сочувствие и призывает Дауда не пускать в своё сердце отчаяние и ненависть. Во время визита Дауда к Арсамаку его мать умирает.
Председатель сельсовета требует от сотрудницы сельской администрации Райхан подписать донос на нескольких жителей села. Райхан отказывается и покидает здание администрации. Навстречу ей сотрудники НКВД ведут задержанного — одного из жителей села, который признаётся ей, что подписал какой-то донос. Через некоторое время Райхан возвращается в администрацию. Председатель радуется, думая, что Райхан собирается поставить свою подпись, однако она сдаёт ему находящиеся у неё печати и уходит. Впоследствии её арестовывают.
В администрации Касим обедает со своим заместителем. Дауд связывает двух охраняющих администрацию солдат, врывается в комнату, угрожая оружием, обезоруживает Касима и его заместителя и угоняет их лошадей, которых сдаёт в помощь фронту. Разъярённый Касим врывается домой к Седе и пытается выведать у неё, где находится Дауд. Седа отказывается и Касим пытается увести её силой. Её отец начинает стрелять и Седа, воспользовавшись замешательством, убегает в лес.
В лесу её находит Дауд. Получив благословение родных, они женятся и начинают жить в лесу. В горы приходит отряд НКВД, который пытается поймать Дауда, но Дауду и Седе удаётся скрыться. В горах Дауд встречается с абреками и присоединяется к ним.
Из-за бездорожья не удаётся своевременно депортировать население Хайбаха и жителей соседних сёл, которых согнали в Хайбах. Их запирают в колхозной конюшне. Чтобы уложиться в сроки, отведённые для выселения, полковник, руководящий операцией (его прообразом был комиссар госбезопасности 3-го ранга Михаил Гвишиани), приказывает поджечь конюшню. Пытающихся помешать этому заместителя наркома юстиции Чечено-Ингушетии Дзияудина Мальсагова и поддержавшего его офицера — арестовывают. Старший лейтенант, который получил приказ поджечь конюшню, стреляет в себя. Солдаты НКВД расстреливают выбегающих из огня людей. Дауд с Седой наблюдают за событиями, но ничего не могут сделать.

## Съёмки фильма
Первоначально фильм имел удостоверение национального фильма России, дававшее право на финансирование из бюджета, но на практике был снят на частные пожертвования. Генеральным спонсором стал Абубакар Арсамаков. Фильм имел рабочее название «Пепел». Под этим же названием его предполагалось выпустить на экраны, но после появления одноимённого сериала название пришлось изменить. Создатели фильма объяснили нынешнее название распространённостью мнения, что эти события надо забыть.
После восстановления Чечено-Ингушской АССР Галанчожский район, в котором происходили эти события, не был восстановлен. Сейчас там никто не живёт и посещать его можно только по специальным разрешениям. Поэтому съёмки проходили в Шатойском, Курчалоевском и Итум-Калинском районах Чечни. Выбор режиссёра объясняется тем, что Эркенов сам является представителем депортированного народа — карачаевцев. О депортации своего народа Эркеновым был снят фильм «Холод». Монтаж и озвучивание фильма производились на студии «Мосфильм». Большую помощь в съёмках оказали прихожане мечети на Новокузнецкой в Москве, которые озвучили многие эпизоды фильма.
В одном из эпизодов фильма солдаты расстреливают пациентов больницы. В действительности такой случай имел место в Урус-Мартане. В другом эпизоде работница местной администрации Райхан отказывается подписать донос. Прототипом этого персонажа стала бабушка Руслана Коконаева (продюсер, один из авторов сценария, исполнитель эпизодической роли), которая за подобный поступок была сослана в Сибирь, где и скончалась.
В фильме звучит гармонь, которая принадлежала чеченскому музыканту и композитору Умару Димаеву. Именно этой гармонью Димаев поднимал дух своим соплеменникам в годы депортации. В фильме на ней играет сын Димаева Амарбек.

### В ролях
- Шамхан Митраев — Дауд;
- Хеда Ахмадова — Седа;
- Мовсар Атаев — председатель сельсовета;
- Хава Ахмадова — мать Дауда;
- Тимур Бадалбейли — полковник НКВД;
- Адам Булгучев;
- Ахмед Висаев;
- Али Виситаев;
- Марха Гайрбекова;
- Раиса Гичаева;
- Муталип Давлетмирзаев;
- Роман Катюшин;
- Руслан Коконаев — друг Дауда;
- Роман Кузнеченко — Касим;
- Андрей Мехонцев — солдат;
- Александр Новин — Дужак;
- Дагун Омаев;
- Абу Пашаев;
- Мадина Санаева;
- Апти Султуханов;
- Зарема Улабаева;
- Роза Хайруллина — Райхан;
- Санухат Хакишева.

### Съёмочная группа
- Режиссёр — Хусейн Эркенов;
- Авторы сценария — Руслан Коканаев, Султан Заурбеков;
- Оператор-постановщик — Анатолий Петрига;
- Звукорежиссёр — В. Дурицин;
- Второй режиссёр — Ольга Потапова;
- Художник-постановщик — А. Поспелов;
- Художники по костюмам:
  - Таня Орлова;
  - Малика Муслимова;
  - Рошана Зулаева.
- Композитор — Владимир Дашкевич;
- Художник по гриму — Света Мельчикова.

## Запрет фильма
Премьера фильма должна была пройти в Грозном 10 мая 2014 года. Однако Министерство культуры России запретило демонстрацию фильма на территории России на том основании, что он, по утверждению министерства, «разжигает межнациональную рознь». По словам продюсера фильма Руслана Коконаева, у него есть заключение психолингвистической экспертизы, которое прямо противоречит мнению Министерства.
Согласно другим источникам, глава департамента поддержки кинематографии Вячеслав Тельнов отказал в выдаче разрешения на прокат фильма, обосновывая это отсутствием в архивах НКВД документов, подтверждающих события, лежащие в основе фильма, назвал фильм «исторической фальшивкой» и сказал, что демонстрация фильма будет разжигать межнациональную рознь. В Минкульте заявили, что запретило другое ведомство, и сообщили, что фильм отправлен на экспертизу, но не смогли ответить, на какую. По словам Хусейна Эркенова, есть огромное количество документов по описываемым событиям и его удивляет, что чиновники Минкульта их не нашли.
Руслан Коконаев сказал:
Я считаю, что этот фильм, наоборот, вопреки мнениям, реабилитирует русских, он показывает то, что было на самом деле. Главная мысль, которая красной нитью проходит через весь фильм, — это то, что человек создан как самое дорогое существо на Земле и рождён свободным. В те годы правом общества пренебрегли, воля одного сильного человека оказалась выше права и воли общества. Права и свободы человека были нарушены. В фильме нет никаких аналогий с сегодняшней властью, мы показали именно ту власть и то общество.

## Фестивальный показ
В 2014 году фильм был показан во внеконкурсной программе Московского международного кинофестиваля. Произошло это благодаря требованию режиссёра фильма Хусейна Эркенова, которого поддержали кинокритики. О показе фильма стало известно лишь за пять дней до фестиваля. Многие зрители не смогли попасть на показ. При этом упоминания фильма не было ни в буклетах, ни в программе кинофестиваля, представленной на официальном сайте. Фильм был показан на ряде международных кинофестивалей в Дубае, Венеции, Каире, Праге, Карловых Варах, Японии.

## Критика
… задним числом я придирчиво перебирал все режиссёрские промахи и, конечно, находил их: несколько не доведённых до конца второстепенных сюжетных линий, упрощённо-лубочные предсказуемые персонажи, о каждом из героев при первом же появлении сразу ясно, чем он закончит. Вот мразь и садист энкеведешник, вот трусливый председатель колхоза, сдающий своих, вот благородный абрек, вот молоденький русский офицер, зажатый между преступным приказом и собственной совестью.
Всё чёрно-белое, никаких полутонов, никакого психологического объёма… а зал рыдал! Зал жил жизнью этих чеченских крестьян, для всех эти полтора часа прошли не в элитном московском кинотеатре, а там, в горах, среди снега с пятнами крови и горящих домов.

Это была удивительная режиссёрская магия и было ясно, что плевал с высокой колокольни Эркенов на все правила, по которым создаётся кино для умных, тонких и понимающих в этом толк. Потому, что видна ему с его колокольни какая-то тайна, через которую он умеет без всяких правил делать такое кино, от которого плачут и искушённые, и простые.Орхан Джемаль